# ابلینگا
ابلینگا (به لاتین: Ablinga) در لیتوانی است که در lithuania minor واقع شده‌است.

## خصوصیات
ابلینگا ۳ نفر جمعیت دارد.